# 隆脊异足猛水蚤
隆脊异足猛水蚤（学名：Canthocamptus carinatus）为异足猛水蚤科异足猛水蚤属的动物，是中国的特有物种。分布于吉林等地，主要生活于江河中。
其种加词“carinatus”意为“具龙骨状脊的”。